# Юнал Караман
Юнал Караман (тур. Ünal Karaman, нар. 29 червня 1966, Конья) — турецький футболіст, що грав на позиції півзахисника. По завершенні ігрової кар'єри — тренер.
Виступав, зокрема, за клуб «Трабзонспор», а також національну збірну Туреччини.
Дворазовий володар Кубка Туреччини.

## Клубна кар'єра
Народився 29 червня 1966 року в місті Конья. Вихованець футбольної школи клубу «Коньяспор».
У дорослому футболі дебютував 1984 року виступами за команду клубу «Газіантепспор», в якій провів три сезони. 
Протягом 1987—1990 років захищав кольори команди клубу «Малатьяспор».
Своєю грою за останню команду привернув увагу представників тренерського штабу клубу «Трабзонспор», до складу якого приєднався 1990 року. Відіграв за команду з Трабзона наступні дев'ять сезонів своєї ігрової кар'єри. Більшість часу, проведеного у складі «Трабзонспора», був основним гравцем команди.
Завершив професійну ігрову кар'єру у клубі «Анкарагюджю», за команду якого виступав протягом 1999—2000 років.

## Виступи за збірну
У 1985 році дебютував в офіційних матчах у складі національної збірної Туреччини. Протягом кар'єри у національній команді, яка тривала 13 років, провів у формі головної команди країни 36 матчів, забивши 3 голи.

## Кар'єра тренера
Розпочав тренерську кар'єру, повернувшись до футболу після невеликої перерви, 2004 року, очоливши тренерський штаб національної збірної Туреччини.
У 2006 році став головним тренером збірної Туреччини U21, тренував молодіжну збірну Туреччини один рік.
Протягом 2007–2008 років і в 2009 році тренерської кар'єри також двічі очолював команду клубу «Коньяспор». 2008 року також очолював тренерський штаб «Анкарагюджю».
2010 року повернувся до «Трабзонспора», де провів значну частину ігрової кар'єри, ставши асистентом його головного тренера Шенола Гюнеша. А згодом, у 2013, обіймав посаду спортивного тренера цього клубу.
Згодом протягом 2014—2018 років працював з командами клубів «Адана Демірспор», «Шанлиурфаспор» і «Карабюкспор».
2018 року знову повернувся до «Трабзонспора», цього разу як головний тренер.

## Титули і досягнення
- Володар Кубка Туреччини (2):

«Трабзонспор»: 1991-92, 1994-95
- Володар Суперкубка Туреччини (1):

«Трабзонспор»: 1995